# Rodospiril·lals
Rhodospirillales és un ordre de proteobacteris que comprèn dues famílies. L'ecologia, la morfologia i el metabolisme dels bacteris d'aquest ordre és molt divers. Inclou principalment a bacteris porpra no del sofre, que produeixen energia a través de la fotosíntesi. Aquests bacteris posseeixen pigments carotenoides que absorbeixen energia solar i la transmeten a la bacterioclorofil·la. No alliberen oxigen durant fotosíntesi, ja que només posseeixen el fotosistema I. Es troba en aigua dolça o salada en condicions d'anaerobiosi. A diferència dels bacteris de la família Rhodospirollaceae, aquests no són fotosintètics. La família inclou bacteris heteròtrofs que produeixen àcid acètic a partir de l'oxidació d'etanol.

## Morfologies i gèneres
- Les morfologies espiril·làcia corresponen al gènere Rhodospirillum
- Les morfologies bacil·lars corresponen al gènere Rhodopseudomonas i Rhodobacter
- Els bacils corbats (vibrions), es troben dins el gènere Rhodocyclus
- Els bacteris esfèrics (cocs), es troben dins el gènere Rhodopila